# Драницын, Игнатий Борисович
Игнатий Борисович Драницын (1740—1802) — российский общественный деятель, градоначальник Петрозаводска, купец.

## Биография
Занимался торговлей продовольствием, официальный поставщик продовольствия для нужд Олонецких горных заводов.
В 1775 году избран заседателем совестного суда, в 1776—1779 годах — бургомистр в первом составе Петрозаводского городского магистрата, в 1783—1785 годах — заседатель Олонецкого губернского магистрата.
В 1786—1787 годах — городской голова Петрозаводска.
При И. Б. Драницыне в Петрозаводске открылось Главное народное четырёхклассное училище и городской приют для младенцев.

## Семья
Жена — Фёкла Агафоновна (род. 1750), уроженка села Тивдия Олонецкой губернии. Сыновья — Михаил (род. 1772), Дмитрий (род. 1780), дочь — Ульяна (род. 1769).